# Marco Romano
Marco Romano, född den 6 maj 1953 i Neapel, Italien, är en italiensk fäktare som tog OS-silver i herrarnas lagtävling i sabel i samband med de olympiska fäktningstävlingarna 1980 i Moskva.